# Baikuntha Manandhar
Baikuntha Manandhar (* 24. prosince 1952) je bývalý nepálský reprezentant specializující se na maratonský běh. Startoval na čtyřech olympijských hrách. Poprvé v roce 1976 na hrách v Montrealu (50. místo), o čtyři roky později na hrách v Moskvě dosáhl svého nejlepšího umístění když doběhl na 37. místě. V roce 1984 na hrách v Los Angeles dokončil na 46., o čtyři roky později na hrách v Soulu na 54. místě.